# کیخپینیچ
کیخپینیچ (انگلیسی: Kikhpinych) یک کوه آتشفشانی در شبه‌جزیره کامچاتکای کشور روسیه است.